# Caçada Sangrenta
Caçada Sangrenta é um filme brasileiro de 1974 do gênero policial dirigido e escrito por Ozualdo Candeias e estrelado por David Cardoso e Marlene França.

## Elenco
- David Cardoso como Nequinho
- Marlene França como Mecenas
- Walter Portella como Fídias
- Fátima Antunes como Índia
- Evelize Oliver como Namorada
- Heitor Gaiotti como Policial
- Munir Razuk como Gigolô
- Wosmarline Siqueira como Guarânia

## Lançamento
O filme foi lançado em 19 de agosto de 1974 no Rio de Janeiro.